# Kongoba
Kongoba är en ort i Burkina Faso.   Den ligger i regionen Boucle du Mouhoun, i den västra delen av landet, 220 km väster om huvudstaden Ouagadougou. Kongoba ligger 327 meter över havet och antalet invånare är 577.
Terrängen runt Kongoba är platt, och sluttar västerut. Närmaste större samhälle är Ouona, 7,8 km nordost om Kongoba.
Omgivningarna runt Kongoba är en mosaik av jordbruksmark och naturlig växtlighet. Runt Kongoba är det ganska glesbefolkat, med 40 invånare per kvadratkilometer.